# エデンより彼方に
『エデンより彼方に』（原題: Far from Heaven）は、2002年製作のアメリカ映画である。
監督は『ベルベット・ゴールドマイン』のトッド・ヘインズ。1950年代のアメリカ東部コネチカット州を舞台に、ブルジョワ家庭に暮らす理想的な主婦が主人公の、ダグラス・サークの映画 『天はすべて許し給う』 へのオマージュ的メロドラマ。1950年代を再現したセット、衣装、美しい風景も見所。
2002年のヴェネツィア国際映画祭で女優賞を受賞した。ゴールデングローブ賞では、主演女優賞、助演男優賞、脚本賞、作曲賞の4部門にノミネート。アカデミー賞では主演女優賞、脚本賞、撮影賞、作曲賞にノミネートされた。

## ストーリー
1957年のコネチカット州ハートフォードに暮らすキャシーは、一流企業に勤める夫と二人の可愛い子供を持ち、家族のために家事にいそしむ主婦で、周りからは理想の家族と見られていた。しかしある日、夫のフランクがゲイであることが分かり、夫婦で転向療法を試みたものの最終的にはキャシーの元を去ってしまう。悲しみに暮れるキャシーは、ふとしたことから庭師のレイモンドと親しくなる。しかしレイモンドが黒人だったため、二人は周りから白い眼で見られることになる。

## キャスト
※括弧内は日本語吹替
- キャシー・ウィテカー - ジュリアン・ムーア（深見梨加）

アメリカで暮らす主婦。
- フランク・ウィテカー - デニス・クエイド（磯部勉）

キャシーの夫。一流企業に勤める。ゲイ。
- レイモンド・ディーガン - デニス・ヘイスバート（相沢まさき）

庭師の黒人。
- エレノア・ファイン - パトリシア・クラークソン（唐沢潤）
- シビル - ヴィオラ・デイヴィス（倉持良子）
- ボーマン医師 - ジェームズ・レブホーン（佐々木敏）
- リーコック夫人 - ベット・ヘンリッツ（斉藤昌）
- スタン・ファイン - マイケル・ガストン
- モナ・ローダー - セリア・ウェストン

## スタッフ
- 衣装：サンディ・パウエル
- 美術：マーク・フリードバーグ
- 装飾：エレン・クリスチャンセン

## 評価
レビュー・アグリゲーターのRotten Tomatoesでは220件のレビューで支持率は87%、平均点は8.20/10となった。Metacriticでは37件のレビューを基に加重平均値が84/100となった。